# رود ساوا
ساوا یک رود در جنوب شرقی اروپا است که به رود دانوب در بلگراد می‌پیوندد.